# Jesse O. Norton

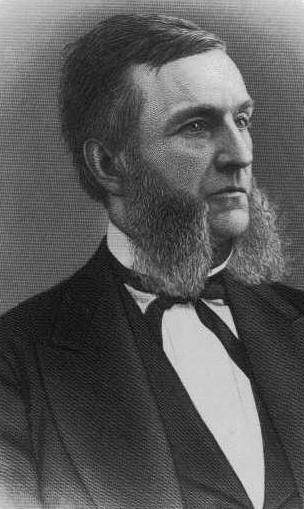
Jesse O. Norton

Jesse Olds Norton (* 25. Dezember 1812 in Bennington, Vermont; † 3. August 1875 in Chicago, Illinois) war ein US-amerikanischer Politiker. Von 1853 bis 1857 sowie von 1863 bis 1865 vertrat er den Bundesstaat Illinois im US-Repräsentantenhaus.

## Werdegang
Jesse Norton besuchte bis 1835 das Williams College in Williamstown (Massachusetts). Danach zog er nach Illinois. Nach einem anschließenden Jurastudium und seiner 1840 erfolgten Zulassung als Rechtsanwalt begann er in Joliet in diesem Beruf zu arbeiten. Gleichzeitig schlug er als Mitglied der Whig Party eine politische Laufbahn ein. 1847 gehörte er dem staatlichen Verfassungskonvent an; in den Jahren 1851 und 1852 war er Abgeordneter im Repräsentantenhaus von Illinois.
Bei den Kongresswahlen des Jahres 1852 wurde Norton im dritten Wahlbezirk von Illinois in das US-Repräsentantenhaus in Washington, D.C. gewählt, wo er am 4. März 1853 die Nachfolge von Orlando B. Ficklin antrat. Nach einer Wiederwahl als Kandidat der kurzlebigen Opposition Party konnte er bis zum 3. März 1857 zwei Legislaturperioden im Kongress absolvieren. Diese waren von den Ereignissen im Vorfeld des Bürgerkrieges geprägt. Im Jahr 1856 verzichtete er auf eine erneute Kandidatur.
Zwischen 1857 und 1862 war Jesse Norton Richter im elften Gerichtsbezirk des Staates Illinois. Politisch schloss er sich nun der Republikanischen Partei an. Bei den Wahlen des Jahres 1862 wurde er als deren Kandidat im sechsten Distrikt seines Staates erneut in den Kongress gewählt, wo er am 4. März 1863 Anthony L. Knapp ablöste. Da er im Jahr 1864 auf eine weitere Bewerbung verzichtete, konnte er bis zum 3. März 1865 nur eine weitere Amtszeit im US-Repräsentantenhaus verbringen. Diese war von den Ereignissen des Bürgerkrieges bestimmt.
Im August 1866 war Jesse Norton Delegierter zur National Union Convention in Philadelphia. Ansonsten praktizierte er wieder als Anwalt. Er starb am 3. August 1875 in Chicago.